# Rudolf Goerz
Rudolf Goerz (ibland stavat Rudolph), född 1879, död 1935, var en tysk botaniker.
Han intresserade sig särskilt för fröväxter (Spermatophytes).

Auktorsnamnet Goerz kan användas för Rudolf Goerz i samband med ett vetenskapligt namn inom botaniken; se Wikipediaartiklar som länkar till auktorsnamnet.